# Christl (Schiff)
Die Christl ist ein 1983 gebautes Binnenfahrgastschiff der Bamberger Personenschiffahrt Kropf, das diese für Linien-, Sonder- und Charterfahrten auf der Regnitz, dem Rhein-Main-Donau-Kanal und dem Main einsetzt.

## Geschichte
15 Jahre nach Schließung der Schiffswerft Johann Hupp in Eibelstadt baute die Personenschiffahrt Kropf aus Bamberg dort das letzte nachweisbare Schiff auf der Werft: Nach der Betriebsaufgabe von Johann Hupp übernahm der Schrotthändler Heinz Lewandowski das Werftgelände und führte auch Schiffsabwrackungen durch. In Eigenregie bauten und reparierten Firmen und Schiffseigner auf dem Gelände noch einige Schiffe, die unter dem Namen Hupp und zum Teil mit dem Zusatz „(Lewandowski)“ verzeichnet sind.
Als letztes dieser in Eigenregie gebauten Schiffe ist die Christl überliefert, die dort 1983 ohne Baunummer für die Personenschiffahrt Kropf entstand. Wahrscheinlich plante und beaufsichtigte der frühere Werftbesitzer Johann Hupp die Arbeiten. Seit der Auslieferung in den Heimathafen Bamberg ist die Christl ausschließlich für die Personenschiffahrt Kropf in Fahrt. Zusammen mit der Stadt Bamberg und der 2012 zur Landesgartenschau in Bamberg angekauften Franken bildet sie die Weiße Flotte Bambergs. 1992 wurde die Christl um wenige Meter verlängert, um die Kapazität der Erba-Schleuse in Bamberg voll auszunutzen.
Zum Einsatz kommt die Christl von März bis Oktober/November bei den täglichen Linienfahrten, die alle 80 Minuten beginnen. Diese führen von der Anlegestelle am Alten Kranen, über Klein-Venedig, die Kleinschleuse Gaustadt und dem Hafen Bamberg zum Erba-Park. Darüber hinaus wird die Christl für die Sonderfahrten herangezogen – die „Drei-Flüsse-Fahrt“ bis Viereth sowie die „Maintalrundfahrt nach Eltmann“. Das Schiff kann auch gechartert werden.

## Das Schiff
Die Christl ist 26,40 Meter lang und 4,70 Meter breit. Der Tiefgang beträgt 0,80 Meter. Angetrieben wird das Schiff von einem Dieselmotor mit 152 PS. Das Schiff ist für 200 Passagiere zugelassen.